# Ampedus nemoralis
Ampedus nemoralis là một loài bọ cánh cứng trong họ Elateridae. Loài này được Bouwer miêu tả khoa học năm 1980.